# 흰줄박이오리
흰줄박이오리는 기러기목 오리과에 속하는 겨울철새이다.

## 생김새
수컷은 머리부터 배까지 광택 있는 푸른색이고 옆구리가 적갈색이다. 다양한 흰 무늬가 있다. 암컷은 전체적으로 회흑갈색이고 귀깃과 눈 앞에 흰색 점이 있다.

## 생태
시베리아 동부, 캄차카, 알래스카에서 북아메리카 서북부 해안, 그린란드 남부, 아이슬란드 등에서 번식하고 번식보다 약간 아래에 있는 지역으로 내려와서 월동한다. 

주로 바닷가 암벽이 있는 곳에서 생활하고 갑각류, 조개류 등을 먹는다. 바위 위로 올라와 쉬기도 한다.